# Plinii
La gens Plinii sont une famille plébéienne de la Rome antique. Ils sont  connus par le savant et antiquaire Gaius Plinius Secundus, auteur de l' Historia Naturalis, qui a vécu au Ier siècle av. J.-C..

## Origine
Plusieurs Plinii sont originaires de Côme et de la région environnante. La Gaule cisalpine a reçu les droits latins en 89 av. J.-C., pendant la guerre sociale, puis la pleine citoyenneté romaine grâce à la Lex Roscia en 49 av. J.-C. La preuve d'un élément, prin-, se trouve dans les noms propres de la région lépontique entre le IVe  et le Ier siècle av. J.-C.. Dans cette région, la fluidité entre /l/ et /r/ est  fréquente.

## Prénomina
Les principaux praenomina des Plinii sont Gaius, Lucius et Publius. D'autres noms communs sont  Gnaeus, Marcus, Titus, Quintus et Sextus.

## Membres
- Lucius Plinius L. f. Rufus, praetor designatus en 36 av. J.-C., légat de Sextus Pompée, commandant de l'ouest de Sicile. Il s'est rendu après la défaite de Pompée [a 1],[b 1],[3]

### Plinii Secundi
- (Caius Plinius Celer?), (v.-5 - ?);
  - Caius Plinius Secundus, (23 - 24/10/79), prucurateur en Hispanie, praefectus classis[1];
  - Plinia, (v.30 - ap.79), épouse de Lucius Caecilius Secundus;
    - Caecilia, (v.55 - ?);
    - Caius Plinius Caecilius Secundus, (61/2 - v.112), consul suffect en 100, fils adoptif de son oncle Pline l'Ancien[4],[b 2];

#### Autres
- Marcus Plinius Gallus, édile en 46 apr. J.-C.[b 3].
- Gaius Plinius Valerianus, médecin décédé à l'âge de vingt-deux ans. Un ouvrage en cinq livres Medicinae Plinianae, traitant de diverses maladies et leurs remèdes  lui est attribué. L'ouvrage semble dater du IVe siècle [5].

### Plinii à partir d'inscriptions
- Gaius Plinius, nommé dans une inscription d'Albanum dans le Latium[b 4].
- Publius Plinius, nommé dans une inscription de Mediolanum[b 5].
- Publius Plinius M. f., nommé dans une inscription de Casilinum en Campanie[b 6].
- Gaius Plinius Abscantus, enterré à Rome, avec Gaius Plinius Phosphorus[b 7].
- Gaius Plinius Phosphorus, enterré à Rome, avec Gaius Plinius Abscantus;
- Gaius Plinius Aristonicus, a consacré une tombe à Rome pour sa fille, Plinia Aristothemis, et sa femme, Atria Tertia[b 8].
- Plinia C. f. Aristothemis, fille de Gaius Plinius Aristonicus et d'Atria Tertia
- Publius Plinius Burrus, nommé dans une inscription de Gallia Transpadana, avec Publius Plinius Paternus[b 9].
- Publius Plinius Paternus, nommé dans une inscription de Gallia Transpadana, avec Publius Plinius Burrus.
- Gaius Plinius Calvus, l'un des Sodales Augustales, enterré à Comum en Gallia Transpadana[b 10].
- Plinius Cerdo, mentionné dans une inscription funéraire de Comum.
- Plinius Phaenomenus, mentionné dans une inscription funéraire de Comum.
- Gaius Plinius Damophilus, enterré à Dertona en Ligurie[b 11].
- Gaius Plinius Donatus, inhumé à Carthage en Afrique Proconsularis, âgé de vingt-cinq ans[b 12].
- Gaius Plinius M. f. Faustus, prêtre d'Auguste, et l'un des fonctionnaires municipaux de Noviodunum en Helvétie, enterré à Genava en Gaule Narbonnaise[b 13].
- Lucius Plinius C. f. Sabinus, fils de Caius Plinius Faustus, enterré à Genava.
- Plinius Germanus, affranchi enterré à Rome[b 14].
- Gnaeus Plinius Homuncio, nommé dans une inscription de Rome ; peut-être le père de Lucius Plinius Latinus et de Titus Plinius Priscus, nommés dans une inscription adjacente[b 15].
- Lucius Plinius CN. F. Latinus, soldat de la troisième cohorte urbaine à Rome. Il peut avoir été le frère de Titus Plinius Priscus, nommé dans la même inscription[b 16].
- Titus Plinius CN. F. Priscus, soldat de la troisième cohorte urbaine à Rome. Il peut avoir été le frère de Lucius Plinius Latinus, nommé dans la même inscription.
- Lucius Plinius Nigrinus, l'un des duumvirs municipaux, et un prêtre de Jupiter Dolichenus à Ostie en 147 apr. J.-C.[b 17],[b 18].
- Gaius Plinius Oppianus, un éclaireur nommé dans une inscription de Rome, datant d'environ 144 apr. J.-C.[b 19].
- Lucius Plinius L. l. Peregrinus, un affranchi enterré à Brundisium en Calabre, âgé de trente ans, entre 20 av. J.-C. et 50 apr. J.-C. [b 20]
- Gaius Plinius Philocalus, nommé dans une inscription de Comum[b 21].
- Plinius Proculus, fils de Plinius Restutus et de Domitia Augustiana, inhumé à Corfinium in Samnium, âgé d'un an, dix mois et trois jours[b 22].
- Plinius Restutus, époux de Domitia Augustiana et père de Plinius Proculus, un enfant enterré à Corfinium.
- Plinius Rufinus, nommé dans une inscription de Vicus Maracitanus en Afrique Proconsularis[b 23].
- Plinia Euphrosyne, épouse de Gaius Plinius Soterichianus, inhumée à Rome, âgée de trente-cinq ans[b 24].
- Gaius Plinius Soterichianus, a dédié une tombe à Rome à sa femme, Plinia Euphrosyne.
- Gaius Plinius Secundus Veronensis, nommé dans une inscription de Vérone en Vénétie et en Histrie, pourrait faire référence à Pline l'Ancien, ou à un membre de sa famille[b 25].
- Lucius Plinius. Sex. F. Secundus, soldat de la vingtième légion, enterré au Municipium Montanensium en Mésie Inférieure, par son testament affranchit ses esclaves, Lucius Plinius et Publius Mestrius[b 26].
- Marcus Caecilius Plinius, enterré à Mediolanum[b 27].
- Quintus Mursius Q. f. Plinius Minervianus, l'un des fonctionnaires municipaux de Pola en Vénétie et en Histrie en 227 apr. J.-C. [b 28].